# 劉渠 (正德進士)
劉渠（1485年—？），字清甫，湖廣安陸衛（今湖北省鐘祥市）人，軍籍，明朝政治人物。

## 生平
湖廣鄉試第三名舉人。正德十六年（1521年）登辛巳科進士。累官工部虞衡司郎中，嘉靖十六年（1537年）十二月升太仆寺少卿，二十年七月升右佥都御史、巡抚云南，二十三年二月升右副都御史、巡抚贵州，二十四年改應天巡撫，改总督南京粮储都御史，二十五年二月被南京给事中万虞恺劾罢。

## 家族
曾祖劉讓，贈資政大夫南京都察院右都御史；祖父劉琮，封中憲大夫都察院右僉都御史贈資政大夫南京都察院右都御史。父劉洪，成化進士，官至資政大夫南京都察院右都御史贈刑部尚書。母魯氏（封夫人）；生母柳氏。慈侍下。兄劉采、劉槩（行人贈監察御史）、劉槊（貢士）。弟劉臬（同科進士）。